# Frontó Sineu
El Frontó Sineu és un frontó a l'aire lliure situat en el municipi de Sineu (Mallorca), construït el 1949.

## Història
El 1945 un grup d'aficionats al Joc de pilota van comprar uns terrenys al municipi per construir un frontó a la localitat. La instal·lació va ser dissenyada per l'arquitecte Carles Garau i Tornabells i la inauguració va tenir lloc el 24 d'abril de 1949 amb dos partits de pilota, el primer a pala i el segon a pilota mà, a la qual van assistir les principals autoritats del moment. En aquell moment la instal·lació gaudia de 1.200 metres quadrats, amb una pista de 40 metres de llarg i 16 d'amplada, grada lateral per a 400 espectadors i dependències annexes per a vestidors, lavabos i bar.
Inicialment va gaudir de gran vida esportiva gràcies al Club Frontón Sineu, entitat creada l'any 1946 que administrava i potenciava l'activitat esportiva local. Així es va convertir en un dels frontons més dinàmics de Mallorca, només darrere del potent Frontó Balear de Palma i ajudat per l'alt nivell dels pilotaris locals.
També va ser un espai poliesportiu on van tenir cabuda altres esports (bàsquet, boxa, handbol, hoquei, patinatge o tennis), però gradualment va adquirir més rellevància com a punt de trobada social amb la celebració d'actes socials de tota mena: balls, casaments, carnestoltes, sopars, cinema, comunions, concerts, celebracions escolars, combats de gloses, teatre, revetles, etc. El lloc va ser més que un simple frontó, fins al punt de donar nom al carrer on s'hi trobava.
Amb el pas del temps l'afició pel joc de pilota va desaparèixer, els gustos en matèria de lleure van canviar i la instal·lació es va degradar fins a tancar a finals dels anys 80, quedant per a usos particulars i en perill de desaparició. A finals del 2021 el va reprendre l'empresari Juan Fernández Mena i el va rehabilitar, fins reobrir el 17 d'agost del 2022 amb una projecció cinematogràfica. Des de llavors ha acollit tota mena d'activitats culturals i d'oci i el 9 de setembre del 2023 va tenir lloc un partit d'exhibició de pilota basca, amb la qual cosa també va recuperar la finalitat original.